# Аслани, Кристьян
Кристьян Аслани (алб. Kristjan Asllani; родился 9 марта 2002 года в Эльбасане, Албания) — албанский футболист, опорный полузащитник итальянского клуба «Интернационале» и сборной Албании. Участник чемпионата Европы 2024.

## Клубная карьера
Кристьян родился в Албании, однако вскоре переехал с семьёй в Италию, где и начал заниматься футболом в академии «Эмполи». Он провёл в системе клуба всё детство и дебютировал за взрослую команду «Эмполи» 13 января 2021 года в матче Кубка Италии против «Наполи».
29 июня 2022 года клуб «Интернационале» объявил о трансфере Аслани. Игрок был взят в аренду на сезон с обязательным условием выкупа за 14 млн евро.
20 августа 2022 состоялся дебют Кристьяна за «Интернационале» в матче Серии А против «Специи», он вышел на замену на 85 минуте.

## Карьера в сборной
Кристьян является игроком сборной Албании. Также выступал за команду до 21 года. За взрослую сборную Аслани дебютировал 26 марта 2022 года в товарищеском матче против сборной Испании, выйдя на замену на 78 минуте.

## Достижения
«Интернационале»
- Чемпион Италии: 2023/24
- Обладатель Суперкубка Италии: 2022